# Fałszywy trop (powieść)
Fałszywy trop – tytuł oryginalny (szw.) Villospår – powieść kryminalna wydana w roku 1995, autorstwa szwedzkiego pisarza Henninga Mankella, stanowiąca piątą w serii o przygodach Kurta Wallandera. Jej polskie tłumaczenie ukazało się w roku 2005 nakładem wydawnictwa WAB.

## Fabuła
Pewnego upalnego lata w Szwecji zaczyna grasować seryjny morderca zabijający starszych mężczyzn za pomocą siekiery i zbierający ich skalpy jako trofea. W tym czasie Wallander jest świadkiem samospalenia młodej kobiety z Dominikany. Musi też radzić sobie z coraz bardziej przygnębionym ojcem, pragnącym wybrać się w ostatnią swoją podróż do Włoch. Prowadząc śledztwa w obu sprawach, detektyw odkrywa ich powiązania z prostytucją i handlem ludźmi.

## Adaptacje
W roku 2001 na podstawie Fałszywego tropu szwedzka telewizja nakręciła film, w którym rolę Wallandera zagrał Rolf Lassgård. W roku 2008 telewizja BBC wyemitowała 90-minutowy odcinek swojego serialu Wallander nakręconego na podstawie tej powieści – w rolę głównego bohatera wcielił się tu Kenneth Branagh.